# Af banen (film fra 1993)
 For alternative betydninger, se Af banen. (Se også artikler, som begynder med Af banen)
Af banen (engelsk: Cool Runnings) er en amerikansk komedie fra 1993 med John Candy, Leon Robinson og Doug E. Doug i hovedrollerne.

## Handling
Irving "Irv" Blitzer (John Candy) er en amerikansk bobslædemedaljevinder fra vinter-OL i 1968, der fire år senere i samme konkurrence vandt guld i yderligere to løb. Irv blev dog diskvalificeret for at snyde med vægte i sin slæde og blev tvunget til at indstille karrieren, hvorefter han flyttede til Jamaica og levede et desillusioneret liv som bookmaker. Her bliver han opsøgt af topløberen Derice Bannock (Leon Robinson), der ikke havde held til at kvalificere sig til sommer-OL i 1988, og hans ven Sanka Coffie (Doug E. Doug), der gerne vil have ham som træner for Jamaicas første bobslædehold nogensinde.
Efter en længere overtalelsesproces får Derice og Sanka overtalt Irv til at være træner, og to andre løbere, der heller ikke kvalificerede sig til sommer-OL, melder sig under fanerne i skikkelse af Junior Bevil (Rawle D. Lewis) og Yul Brenner (Malik Yoba). Junior var i første omgang skyld i, at hverken Derice eller Yul kvalificerede sig til sommer-OL, da han snublede i kvalifikationen og spændte ben for de to andre løbere.
Efter at have samlet nok penge ind til at rejse til Calgary, hvor vinter-OL holdes, bliver deres stædighed for alvor sat på prøve, da de andre bobslædehold ikke bryder sig om deres tilstedeværelse, som de ser som en joke.
Jamaicanerne ender dog med at blive hyldet af både modstandere, kommentatorer og publikum efter en svær start på OL-eventyret, hvor de slutter sidst i det indledende heat. Efter et succesfuldt andet heat styrter jamaicanerne dog i tredje heat, og mens de bærer slæden ind over stregen bliver de tiljublet af publikum. Jamaicanerne vender hjem som helte og vender tilbage fire år senere.

## Medvirkende
- Leon Robinson - Derice Bannock
- Doug E. Doug - Sanka Coffie
- Rawle D. Lewis - Junior Bevil
- Malik Yoba - Yul Brenner
- John Candy - Irving "Irv" Blitzer
- Siddharth Saini - Winston
- Raymond J. Barry - Kurt Hemphill
- Peter Outerbridge - Josef Grull
- Winston Stona - Mr. Coolidge
- Charles Hyatt - Whitby Bevil (Juniors far)
- Bertina Macauley - Joy Bannock
- Pauline Stone Myrie - Sankas mor

## Modtagelse
Filmen fik flest positive anmeldelser og har en rating på 73 % på websiden Rotten Tomatoes baseret på 30 anmeldelser. Den var efter premiereweekenden nummer tre på biografhitlisterne og tjente $68.856.263 i USA og Canada samt $86.000.000 i resten af verden.

## Autenticitet
Både jamaicanerne og Irving Blitzer er fiktive karakterer, men der er dog sandhed i et jamaicansk bobslædehold, der første gang deltog ved vinter-OL i 1988. Handlingen er også hovedsageligt fiktiv, og jamaicanerne havde f.eks. ingen konflikter med deres konkurrenter, som støttede deres mission ved vinter-OL. Jamaicanerne styrtede dog i deres sidste løb, men i forhold til filmen var de ikke tæt på verdensrekorden, og de nøjedes med at gå efter slæden, der blev skubbet af løbsofficials, da de udgik af løbet.